# Katsuo Ōno
Katsuo Ōno (大野克夫?, Ōno Katsuo; Kyōto, 12 settembre 1939) è un compositore giapponese.
Inizia la sua carriera nel 1967/1978 nel mondo del cinema come attore, in alcuni film giapponesi della Saga del ragno.
A partire dal 1974 inizia la sua carriera come compositore nel film Honō no shōzō. Nel 1977 vinse il Concorso Film Manichi per il film Inugamike no ichizoku. Il successo arriva però nel 1996, quando inizia in Giappone la messa in onda della serie animata Detective Conan, già un manga di grande successo di cui Ōno curò, e ne cura tuttora le musiche. Sono sue infatti tutte le musiche di sottofondo nella serie televisiva, ed anche dei 26 lungometraggi che ne seguirono.
Oltre a Detective Conan, Ōno ha curato anche le musiche del film Fire Force DNA Sights 999.9 nel 1998 e, nello stesso anno, quelle di Fake: Un'indagine confidenziale, serie giunta in Italia grazie alla Yamato Video.